# Francopol
Francopol – polska spółka akcyjna, której jednym z założycieli (1921 rok) był gen. Włodzimierz Zagórski. Ze spółką wiązała się afera polegająca na pośrednictwie w zakupie dla Wojska Polskiego samolotów francuskich, budowy pod Warszawą fabryki samolotów i silników.
W 1923 roku Ministerstwo Spraw Wojskowych (gen. Leveque) anulowało umowę z firmą Francopol na zakup 2630 samolotów i 5600 silników.
W 1924 roku szefem lotnictwa został gen. Włodzimierz Zagórski, który odnowił dostawy sprzętu francuskiego przez firmę „Francopol”. Część sprowadzanych samolotów była złej jakości (niedostateczna wytrzymałość Blériot-SPAD S.61, przestarzała konstrukcja Farman F-60 Goliath – tylko maszyny Potez XV były niezłej jakości). Maszyny SPAD 61 przez lotników określane były mianem „latających trumien”. Na samym samolocie SPAD 61 było 31 wypadków śmiertelnych.